# Полянский, Алексей Владимирович
Алексе́й Влади́мирович Поля́нский (укр. Олексій Володимирович Полянський; 12 апреля 1986, Авдеевка, Донецкая область) — украинский футболист, полузащитник.

## Биография
В чемпионатах Украины провёл 149 игр, забил 9 голов (13 игр за «Шахтёр»). В Кубке Украины — 13 игр, забил 3 гола (4 игры за «Шахтёр»). В еврокубках провёл 2 игры.
22 июня 2011 года был отдан в аренду мариупольскому «Ильичёвцу». В мае 2012 года стало известно о его возвращении в «Шахтёр». Вскоре на правах аренды играл за луганскую «Зарю». С марта 2013 года опять отдан в аренду мариупольскому «Ильичёвцу». 2 сентября 2014 года был отдан в аренду в ужгородскую «Говерлу».

## Достижения
- Чемпион Украины: 2007/08
- Серебряный призёр чемпионата Украины: 2006/07
- Обладатель Кубка Украины: 2007/08
- Обладатель Суперкубка Украины: 2008
- Обладатель Кубка УЕФА: 2008/09